# Sven Korte
Sven Korte (Ibbenbüren, 9 de enero de 1990) es un deportista alemán que compite en tiro, en la modalidad de tiro al plato. Ganó tres medallas en el Campeonato Europeo de Tiro, entre los años 2016 y 2024.

## Palmarés internacional
| Campeonato Europeo | Campeonato Europeo    | Campeonato Europeo | Campeonato Europeo |
| Año                | Lugar                 | Medalla            | Prueba             |
| ------------------ | --------------------- | ------------------ | ------------------ |
| 2016               | Lonato (Italia)       | Medalla de plata   | Skeet              |
| 2018               | Leobersdorf (Austria) | Medalla de bronce  | Skeet mixto        |
| 2024               | Lonato (Italia)       | Medalla de oro     | Skeet              |